# IP-cores
IP-ядра (англ. IP cores), IP-блоки (IP — англ. intellectual property), СФ-блоки (СФ — сложные функциональные), VC (англ. virtual components — виртуальные компоненты) — готовые блоки для проектирования микросхем (например, для построения систем на кристалле).
Различают три основных класса блоков:
- программные IP-блоки (англ. soft blocks) — блоки, специфицированные на языке описания аппаратуры;
- схемотехнические блоки (англ. firm blocks) — блоки, специфицированные на схемотехническом уровне, без привязки к конкретной топологической реализации;
- физические (топологические) блоки (англ. hard blocks) — блоки, специфицированные на физическом уровне реализации СБИС (например, GDSII для ASIC).

Hard IP-Core — сложнофункциональный блок, передаваемый потребителю в виде законченной схемотехнической конструкции, разработанной на основе базы данных и оптимизированной по размерам, потребляемой мощности и электрическим характеристикам.
В FPGA (ПЛИС) под Hard IP-Core понимают специализированные области кристалла, выделенные для определённых функций. В этих областях реализованы блоки неизменной структуры, спроектированные по методологии ASIC (как области типа БМК или схемы со стандартными ячейками), оптимизированные для заданной функции и не имеющие средств её программирования. В случае использования данного вида ядер размер площади, используемой на кристалле, сокращается, улучшаются характеристики быстродействия, но происходит потеря универсальности.